# 萨曼莎·哈里森
萨曼莎·哈里森（英語：Samantha Harrison，1991年8月29日—），新西兰女子曲棍球运动员。她曾代表新西兰国家队参加2010年和2018年英联邦运动会曲棍球比赛，获得一枚金牌和一枚银牌。